# 드류 포사이스
드류 포사이스(Drew Forsythe, 1949년 8월 23일 ~ )는 오스트레일리아의 가수, 영화배우, 각본가, 배우, 텔레비전 배우이다.
시드니에서 태어났다.

## 영화
- 올 세인츠 (1998년)
- 랭글러 (1989년)
- 트레블링 맨 (1987년)
- 버크와 윌스 (1985년)
- 도트 앤 더 버니 (1983년)
- 뉴스프론트 (1978년)
- 데스치터스 (1976년)
- 스톤의 추적 (1974년)